# Сулейманов, Ахмед Нурмухамедович
Ахмед Нурмухамедович Сулейманов (тат. Сөләйманов Әхмәт Нурмөхәмәт улы; 14 ноября 1923 Карагали, Приволжский район, Астраханская область, РСФСР, СССР—9 февраля 1993) — участник Великой Отечественной войны, разведчик, полный кавалер ордена Славы.

## Биография
Родился 14 сентября 1923 в Карагали, Приволжский район, Астраханская область в крестьянской семье. Ногай. В 1939 окончил местную семиклассную школу. После окончания школы работал в колхозе.
В октябре 1941 призван в Красную Армию, принимал участие в боях Великой Отечественной войны с мая 1942. В сентябре 1942 получил легкое ранение в плечо, в феврале 1943 получил тяжелое ранение. 15 января 1944 вместе с разведгруппой участвовал в захвате «языка». За эту операцию Сулейманов награжден медалью «За боевые заслуги». 9 марта 1944 во время форсирования Днепра ворвался одним из первых во вражескую траншею и забросал её гранатами. 13 марта того же года в боях за Херсон уничтожил 5 вражеских солдат. 29 марта 1944 награжден орденом Славы 3 степени. 28 июля 1944 во время боев за Шерпену (Молдова), забросал блиндаж врага гранатами, уничтожил 3 нацистов, был ранен. 12 августа 1944 был награжден орденом Славы 2 степени. В начале февраля 1945 форсировал Одер. 30 марта 1945 во время отражения атаки противника взял в плен 6 немцев и 10 уничтожил. За этот подвиг Ахмед Нурмухамедович был представлен к медали «За отвагу». 31 мая 1945 награжден орденом Славы 1 степени.
Уволился из вооруженных сил в октябре 1945 и вернулся в Карагали.
После войны работал механизатором и получил звание Почётный колхозник.
Умер 9 февраля 1993.

## Награды и звания
- Орден Славы I степени (581; 31 мая 1945)[1];
- Орден Славы II степени (1082; 18 августа 1944)[2];
- Орден Славы III степени (30905; 29 июня 1944)[3];
- Орден Отечественной войны I степени (11 марта 1945)[4];
- Медаль «За отвагу» (16 апреля 1945)[5];
- Медаль «За боевые заслуги» (21 января 1944)[6];
- Знак почётный колхозник